# Сайотха, Пичай
Пичай Сайотха (тайск. พิชัย สายโยธา; род. 24 декабря 1979, Ройет) — тайский боксёр, представитель лёгкой весовой категории. Выступал за сборную Таиланда по боксу на всём протяжении 2000-х годов, чемпион Азии, дважды чемпион Игр Юго-Восточной Азии, обладатель серебряной медали чемпионата мира, участник летних Олимпийских игр в Пекине, победитель и призёр многих турниров международного и национального значения.

## Биография
Пичай Сайотха родился 24 декабря 1979 года в ампхе Пхонг-Тхонг провинции Ройет.
Впервые заявил о себе в 1996 году, выиграв бронзовую медаль в зачёте взрослого национального первенства Таиланда. Год спустя вошёл в состав тайской национальной сборной, выступил на Кубке короля в Бангкоке и на Кубке президента в Инденозии.
В 2002 году стал бронзовым призёром Кубка короля и побывал на Азиатских играх в Пусане, где сумел дойти до стадии четвертьфиналов.
Первого серьёзного успеха на международном уровне добился в сезоне 2003 года, когда завоевал серебряную медаль на домашнем чемпионате мира в Бангкоке — в лёгкой весовой категории единственное поражение потерпел в финале от титулованного кубинца Марио Кинделана. Помимо этого, одержал победу на Играх Юго-Восточной Азии в Ханое. В следующем сезоне добавил в послужной список бронзовую награду, полученную на чемпионате Азии в Хошимине.
В 2005 году взял верх над всеми соперниками по турнирной сетке на Кубке короля, выступил на Кубке мира в Москве, занял первое место на Играх Юго-Восточной Азии в Маниле, стал лучшим на азиатском первенстве в Пуэрто-Принсесе. Боксировал на Азиатских играх 2006 года в Дохе, однако попасть здесь в число призёров не смог, выбыл из борьбы за медали уже на предварительном этапе.
В 2007 году Сайотха представлял Таиланд на чемпионате мира в Чикаго, в лёгком весе добрался до стадии четвертьфиналов, где был остановлен россиянином Алексеем Тищенко. Также выиграл серебряную медаль на мемориальном турнире Валерия Попенченко в Москве, уступив в решающем поединке российскому боксёру Максиму Игнатьеву.
Благодаря череде удачных выступлений удостоился права защищать честь страны на летних Олимпийских играх 2008 года в Пекине, провёл здесь один единственный бой, проиграв его со счётом 4:10. Вскоре после Олимпиады принял решение завершить спортивную карьеру.